# Sân bay quốc tế Phố Đông Thượng Hải
Sân bay quốc tế Phố Đông Thượng Hải ((IATA: PVG, ICAO: ZSPD); Tiếng Hoa: 上海浦东国际机场 pinyin: Shànghǎi Pǔdōng Guójì Jīcháng) là một sân bay tọa lạc tại phía đông của quận Phố Đông, thành phố Thượng Hải, Trung Quốc. Sân bay này được mở cửa ngày 1/10/1999 thay thế Sân bay quốc tế Hồng Kiều Thượng Hải làm vai trò là sân bay quốc tế duy nhất của Thượng Hải (kể cả các chuyến bay đi Hồng Kông và Macau). Đường băng thứ 2 được đưa vào sử dụng ngày 17/3/2005. Một nhà ga hành khách thứ 2 đang được xây dựng và dự kiến hoàn thành năm 2007. Theo quy hoạch, sân bay này sẽ có 4 nhà ga và 4 đường băng song song và có công suất thiết kế 80 triệu khách/năm.
Sân bay này là trung tâm chính của các hãng hàng không China Eastern Airlines và Shanghai Airlines và là trung tâm chính cho China Eastern Airlines và là một trung tâm quốc tế lớn cho Air China. Đây là trung tâm tư nhân Juneyao Airlines và Spring Airlines, và một trung tâm châu Á-Thái Bình Dương cho UPS và DHL. Các trung tâm DHL, Khai trương vào tháng 7 năm 2012, được cho là trung tâm chuyển phát nhanh lớn nhất ở châu Á.
Sân bay Phố Đông có hai ga hành khách chính, hai bên của ba đường băng song song. Một nhà ga hành khách thứ ba là có kế hoạch đưa vào hoạt động và năm 2015, bổ sung một nhà ga vệ tinh và hai đường băng bổ sung, nâng cao năng lực sân bay 60-80 triệu lượt khách mỗi năm, cùng với khả năng xử lý 6 triệu tấn hàng hóa vận chuyển. 
Sân bay Phố Đông là một trung tâm phát triển nhanh chóng cho hành khách và vận chuyển hàng hóa. Với 3.227.914 tấn hàng thông qua trong năm 2010, sân bay là sân bay bận rộn nhất thế giới thứ ba tính theo lượng hàng thông qua. Lưu lượng khách tại sân bay Phố Đông là 40,57 triệu trong năm 2010, là sân bay bận rộn thứ ba tại Trung Quốc đại lục và bận rộn nhất thứ 20 trên thế giới. Tính đến tháng 12 năm 2011, sân bay Phố Đông là nơi có87 hãng hàng không phục vụ 194 điểm đến. 
Sân bay Phố Đông được kết nối với mạng thông qua đường sắt đô thị của thành phố qua Metro Line 2 và tàu Maglev Thượng Hải. Sân bay này mở cửa 24 giờ mỗi ngày.

## Hãng hàng không và tuyến bay

### Hành khách
| Hãng hàng không                              | Các điểm đến | Nhà ga |
| -------------------------------------------- | --- | ------ |
| Aeroflot                                     | Moscow-Sheremetyevo | 2      |
| Aeroméxico                                   | Thành phố México, Tijuana | 2      |
| AirAsia X                                    | Kuala Lumpur | 2      |
| AirAsia Zest                                 | Kalibo, Manila | 1      |
| Air Canada                                   | Toronto-Pearson, Vancouver | 2      |
| Air China                                    | Bắc Kinh-Thủ đô, Trường Xuân (bắt đầu từ ngày 29 Tháng 3 năm 2015), Thành Đô, Trùng Khánh, Frankfurt, Fukuoka, Phúc Châu, Quảng Châu, Quế Lâm, Quý Dương, Cáp Nhĩ Tân, Hohhot, Côn Minh, Lan Châu, Melbourne, Milan-Malpensa, Munich, Nagoya-Centrair, Osaka-Kansai, Paris-Charles de Gaulle, Sendai, Thâm Quyến, Sydney, Đài Bắc-Đào Viên, Tokyo-Narita, Ôn Châu, Tây An, Xichang, Ngân Xuyên | 2      |
| Air China vận hành bởi Dalian Airlines       | Đại Liên | 2      |
| Air France                                   | Paris-Charles de Gaulle | 1      |
| Air India                                    | Delhi, Mumbai | 2      |
| Air Koryo                                    | Theo mùa Thuê chuyến: Pyongyang | 1      |
| Air Macau                                    | Macau | 2      |
| Air Mauritius                                | Mauritius | 2      |
| Air New Zealand                              | Auckland | 2      |
| Alitalia                                     | Milan-Malpensa (tiếp tục lại từ ngày 1 tháng 5 năm 2015) | 2      |
| All Nippon Airways                           | Nagoya-Centrair, Osaka-Kansai, Tokyo-Narita | 2      |
| American Airlines                            | Chicago-O'Hare, Dallas/Fort Worth, Los Angeles | 2      |
| Asiana Airlines                              | Busan, Seoul-Incheon | 2      |
| British Airways                              | London-Heathrow | 2      |
| Cambodia Angkor Air                          | Phnom Penh, Siem Reap | 2      |
| Cathay Pacific                               | Hồng Kông | 2      |
| Cebu Pacific                                 | Clark, Kalibo, Manila | 2      |
| Chengdu Airlines                             | Thành Đô | 2      |
| China Airlines                               | Cao Hùng, Đài Bắc-Đào Viên | 1      |
| China Eastern Airlines                       | Bangkok-Suvarnabhumi, Bắc Hải, Bắc Kinh-Thủ đô, Busan, Trường Bạch Sơn, Trường Xuân, Trường Sa, Chaoyang, Thành Đô, Chiang Mai, Chifeng, Trùng Khánh, Daegu, Đại Liên, Đại Đồng, Dazhou, Delhi, Denpasar/Bali, Dubai-International, Đôn Hoàng, Frankfurt, Fukuoka, Phúc Châu, Quảng Nguyên, Quảng Châu, Quế Lâm, Quý Dương, Gwangju, Hải Khẩu, Hami, Handan, Hà Nội, Cáp Nhĩ Tân, Hợp Phì, Hiroshima, Thành phố Hồ Chí Minh, Hồng Kông, Honolulu, Hoài An, Jakarta-Soekarno-Hatta, Jeju, Jinan, Cửu Trại Câu, Kagoshima, Kathmandu, Komatsu, Côn Minh, Lan Châu, Lhasa, Lệ Giang, Lâm Nghi, Lê Bình, Liễu Châu, London-Heathrow, Los Angeles, Lữ Lương, Luzhou, Macau, Manila, Matsuyama, Melbourne, Moscow-Sheremetyevo, Sân bay Hải Lãng Mẫu Đơn Giang, Nagasaki, Nagoya-Centrair, Naha, Nam Xương, Nanchong, Nam Kinh, New York-JFK, Niigata, Okayama, Osaka-Kansai, Paris-Charles de Gaulle, Phnom Penh, Thanh Đảo, Tần Hoàng Đảo, Tề Tề Cáp Nhĩ, Rome-Fiumicino, San Francisco, Tam Á, Sapporo-Chitose, Seoul-Incheon, Thần Nông Giá, Thẩm Dương, Thâm Quyến, Thạch Gia Trang, Shizuoka, Siem Reap, Singapore, Sydney, Đài Bắc-Đào Viên, Thái Nguyên, Đài Châu, Thiên Tân, Tokyo-Narita, Thông Hóa, Toronto-Pearson, Ürümqi, Vancouver, Ôn Châu, Vũ Hán, Hạ Môn, Tây An, Xingyi, Tây Ninh, Yan'an, Yanji, Yên Đài, Nghi Tân, Yichun, Ngân Xuyên, Du Lâm, Trương Gia Giới, Trịnh Châu, Châu Sơn Theo mùa: Asahikawa, Auckland, Cairns, Kota Kinabalu, Langkawi Thuê chuyến: Saipan | 1      |
| China Southern Airlines                      | Trường Bạch Sơn, Trường Xuân, Đại Liên, Đan Đông, Đại Khánh, Quảng Châu, Quý Dương, Hải Khẩu, Cáp Nhĩ Tân, Giai Mộc Tư, Yết Dương, Côn Minh, Sân bay Hải Lãng Mẫu Đơn Giang, Nagoya-Centrair, Nam Ninh, Nanyang, Thanh Đảo, Tề Tề Cáp Nhĩ, Tam Á, Seoul-Incheon, Thẩm Dương, Thâm Quyến, Đài Bắc-Đào Viên, Ürümqi, Vũ Hán, Tây An, Tây Ninh, Trịnh Châu, Chu Hải | 2      |
| Chongqing Airlines                           | Trùng Khánh | 2      |
| Delta Air Lines                              | Detroit, Los Angeles (bắt đầu từ ngày 10 Tháng 7 năm 2015), Seattle/Tacoma, Tokyo-Narita | 2      |
| Dragonair                                    | Hồng Kông | 2      |
| Eastar Jet                                   | Cheongju | 2      |
| Emirates                                     | Dubai-International | 2      |
| Ethiopian Airlines                           | Addis Ababa | 2      |
| Etihad Airways                               | Abu Dhabi | 2      |
| EVA Air                                      | Cao Hùng, Đài Bắc-Đào Viên | 2      |
| Finnair                                      | Helsinki | 2      |
| Fuzhou Airlines                              | Phúc Châu | NULL   |
| Garuda Indonesia                             | Jakarta-Soekarno-Hatta | 2      |
| Hainan Airlines                              | Boston (bắt đầu từ ngày 20 Tháng 6 năm 2015), Hải Khẩu, Lan Châu, Seattle/Tacoma (bắt đầu từ ngày 22 Tháng 6 năm 2015), Thiên Tân, Uy Phường, Tây An | 2      |
| Hong Kong Airlines                           | Hồng Kông | 2      |
| Japan Airlines                               | Nagoya-Centrair, Osaka-Kansai, Tokyo-Narita | 1      |
| Jin Air                                      | Jeju | 1      |
| Juneyao Airlines                             | Bangkok-Suvarnabhumi, Bao Đầu, Bắc Hải, Trường Xuân, Trường Sa, Cheongju, Chiang Mai, Trùng Khánh, Đại Liên, Đông Doanh, Phúc Châu, Quế Lâm, Hải Khẩu, Hailar, Cáp Nhĩ Tân, Hồng Kông, Jeju, Cao Hùng, Krabi, Lệ Giang, Macau, Naha, Osaka-Kansai, Phuket, Kiềm Giang, Thanh Đảo, Tam Á, Thẩm Dương, Thạch Gia Trang, Đài Bắc-Đào Viên, Thiên Tân, Thông Liêu, Vũ Hán, Hạ Môn, Tây An, Tương Phàn, Tây Ninh, Yangyang, Ngân Xuyên, Chu Hải | 2      |
| KLM                                          | Amsterdam | 1      |
| Korean Air                                   | Busan, Seoul-Incheon | 1      |
| Kunming Airlines                             | Côn Minh | 2      |
| Lucky Air                                    | Côn Minh | 2      |
| Lufthansa                                    | Frankfurt, Munich | 2      |
| Mahan Air                                    | Tehran-Imam Khomeini | 2      |
| Malaysia Airlines                            | Kota Kinabalu, Kuala Lumpur | 2      |
| Mega Maldives                                | Malé | 2      |
| Philippine Airlines                          | Manila | 2      |
| Philippine Airlines vận hành bởi PAL Express | Kalibo | 2      |
| Qantas                                       | Sydney | 2      |
| Qatar Airways                                | Doha | 2      |
| Royal Brunei Airlines                        | Bandar Seri Begawan | 1      |
| Scandinavian Airlines                        | Copenhagen | 2      |
| Shandong Airlines                            | Thanh Đảo | 2      |
| Shanghai Airlines                            | Anshan, Bangkok-Suvarnabhumi, Busan, Trường Xuân, Trường Sa, Denpasar/Bali, Quảng Châu, Quế Lâm, Quý Dương, Hải Khẩu, Cáp Nhĩ Tân, Jinzhou, Kuala Lumpur, Malé, Miên Dương, Nam Ninh, Ordos, Osaka-Kansai, Phuket, Tần Hoàng Đảo, Tam Á, Seoul-Incheon, Thẩm Dương, Đài Bắc-Tùng Sơn, Tangshan, Thiên Tân, Toyama, Wanzhou, Hạ Môn, Tây An, Vận Thàbg, Trương Gia Giới, Trạm Giang, Trịnh Châu, Chu Hải Theo mùa: Krabi, Surat Thani | 1      |
| Shenzhen Airlines                            | Nam Xương, Quanzhou, Thâm Quyến | 2      |
| Sichuan Airlines                             | Thành Đô, Trùng Khánh, Saipan | 1      |
| Singapore Airlines                           | Singapore | 2      |
| Spring Airlines                              | Asahikawa (bắt đầu từ ngày 30/3/2015), Bangkok-Suvarnabhumi, Trường Bạch Sơn, Trường Xuân, Chiang Mai, Trùng Khánh, Đà Nẵng, Đại Liên, Quế Lâm, Cáp Nhĩ Tân, Hồng Kông, Ibaraki, Jeju, Cao Hùng, Kota Kinabalu, Krabi, Côn Minh, Macau, Mãn Châu Lý, Miên Dương, Nam Ninh, Osaka-Kansai, Phuket, Saga, Tam Á, Sapporo-Chitose, Seoul-Incheon, Thẩm Dương, Siem Reap, Singapore, Đài Bắc-Đào Viên, Takamatsu, Hạ Môn, Tây An, Trương Gia Giới, Trạm Giang, Chu Hải | 2      |
| SriLankan Airlines                           | Colombo | 1      |
| Swiss International Air Lines                | Zürich | 2      |
| Thai Airways                                 | Bangkok-Suvarnabhumi | 2      |
| Tigerair Philippines                         | Kalibo | 2      |
| Transasia Airways                            | Đài Trung, Đài Bắc-Tùng Sơn, Đài Bắc-Đào Viên | 2      |
| Turkish Airlines                             | Istanbul-Atatürk | 2      |
| T'way Airlines                               | Daegu | 1      |
| UNI Air                                      | Đài Bắc-Tùng Sơn | 2      |
| United Airlines                              | Chicago-O'Hare, Guam, Los Angeles, Newark, San Francisco | 2      |
| Vietnam Airlines                             | Hà Nội, Tp. Hồ Chí Minh Thuê chuyến: Đà Nẵng | 2      |
| Virgin Atlantic                              | London-Heathrow | 2      |

### Hàng hóa
| Hãng hàng không                                   | Các điểm đến |
| ------------------------------------------------- | --- |
| Air China Cargo                                   | Amsterdam, Anchorage, Bắc Kinh, Thành Đô, Trùng Khánh, Copenhagen, Dallas/Fort Worth, Frankfurt, Los Angeles, New York-JFK, Novosibirsk, Osaka-Kansai, Đài Bắc-Đào Viên, Thiên Tân, Tokyo-Narita, Zaragoza, Trịnh Châu                                                                                                |
| Air Hong Kong                                     | Hong Kong |
| AirBridgeCargo Airlines                           | Moscow-Domodedovo, Moscow-Sheremetyevo, Sochi, Yekaterinburg |
| ANA Cargo                                         | Naha, Tokyo-Narita |
| Asiana Airlines Cargo                             | Seoul-Incheon |
| Atlas Air                                         | Anchorage, Baku, Dubai-International, Trịnh Châu |
| Cargolux                                          | Luxembourg |
| Cathay Pacific Cargo                              | Thành Đô, Trùng Khánh, Hong Kong, Hạ Môn, Trịnh Châu |
| China Airlines Cargo                              | Đài Bắc-Đào Viên |
| China Cargo Airlines                              | Amsterdam, Anchorage, Atlanta, Bangkok-Suvarnabhumi, Thành Đô, Chicago-O'Hare, Trùng Khánh, Copenhagen, Dallas/Fort Worth, Dhaka, Hong Kong, Los Angeles, Milan-Malpensa, Osaka-Kansai, Paris-Charles de Gaulle, Seoul-Incheon, Thâm Quyến, Singapore, St. Louis, Đài Bắc-Đào Viên, Thiên Tân, Tokyo-Narita, Zaragoza |
| China Postal Airlines                             | Bắc Kinh, Quảng Châu, Nam Kinh, Osaka-Kansai, Thiên Tân, Hạ Môn |
| China Southern Airlines Cargo                     | Amsterdam, Anchorage, Chicago-O'Hare, Frankfurt, Los Angeles, Osaka-Kansai, Vancouver, Vienna, Zhengzhou |
| DHL Express vận hành bởi AeroLogic                | Leipzig/Halle |
| Emirates SkyCargo                                 | Dubai-Al Maktoum, Kabul |
| Etihad Cargo                                      | Abu Dhabi, Chennai, Delhi, Karachi, Lahore, Mumbai |
| EVA Air Cargo                                     | Đài Bắc-Đào Viên |
| FedEx Express                                     | Anchorage, Bắc Kinh, Delhi, Dubai-International, Quảng Châu, Memphis, Osaka-Kansai, Tokyo-Narita |
| Finnair Cargo vận hành bởi Nordic Global Airlines | Helsinki, New York-JFK |
| Hong Kong Airlines Cargo                          | Hong Kong, Hạ Môn |
| Iran Air Cargo                                    | Tehran-Imam Khomeini |
| Kalitta Air                                       | Anchorage, Chicago-O'Hare |
| Korean Air Cargo                                  | Anchorage, Atlanta, New York-JFK, Seoul-Incheon, Toronto-Pearson |
| Lufthansa Cargo                                   | Frankfurt, Krasnoyarsk, Seoul-Incheon |
| MASkargo                                          | Kota Kinabalu, Kuala Lumpur, Kuching, Penang, Sydney |
| MNG Airlines                                      | Almaty, Istanbul-Atatürk |
| Nippon Cargo Airlines                             | Tokyo-Narita |
| Polar Air Cargo                                   | Anchorage, Cincinnati, Los Angeles, Nagoya-Centrair, Seoul-Incheon, Tokyo-Narita |
| Qantas Cargo                                      | Anchorage, Bangkok-Suvarnabhumi, Chicago-O'Hare, Trùng Khánh, New York-JFK, Sydney |
| Qatar Airways Cargo                               | Doha |
| Saudia Cargo                                      | Bangkok-Suvarnabhumi, Jeddah, Riyadh |
| SF Airlines                                       | Bắc Kinh, Cáp Nhĩ Tân, Thâm Quyến |
| Singapore Airlines Cargo                          | Bangkok-Suvarnabhumi, Singapore |
| Silk Way Airlines                                 | Baku |
| Southern Air                                      | Anchorage, Chicago-O'Hare |
| TNT Airways                                       | Trùng Khánh, Liège, Singapore |
| Turkish Airlines                                  | Almaty, Bishkek, Istanbul-Atatürk |
| UPS Airlines                                      | Anchorage, Louisville, Osaka-Kansai, Seoul-Incheon, Tokyo-Narita, Warsaw-Chopin |
| Volga-Dnepr Airlines                              | Novosibirsk |
| Yangtze River Express                             | Aktobe, Anchorage, Bangkok-Suvarnabhumi, Bắc Kinh, Thành Đô, Chicago-O'Hare, Trùng Khánh, Dhaka, Quảng Châu, Hahn, Hàng Châu, Hong Kong, Los Angeles, Luxembourg, Munich (từ 29/3/2015, Nagoya-Centrair, Novosibirsk, Osaka-Kansai, Prague, Thâm Quyến, Thạch Gia Trang, Singapore, Vô Tích                           |

- Vài chuyến bay Qantas Cargo được vận hành bởi flights are vận hành bởi Atlas Air.

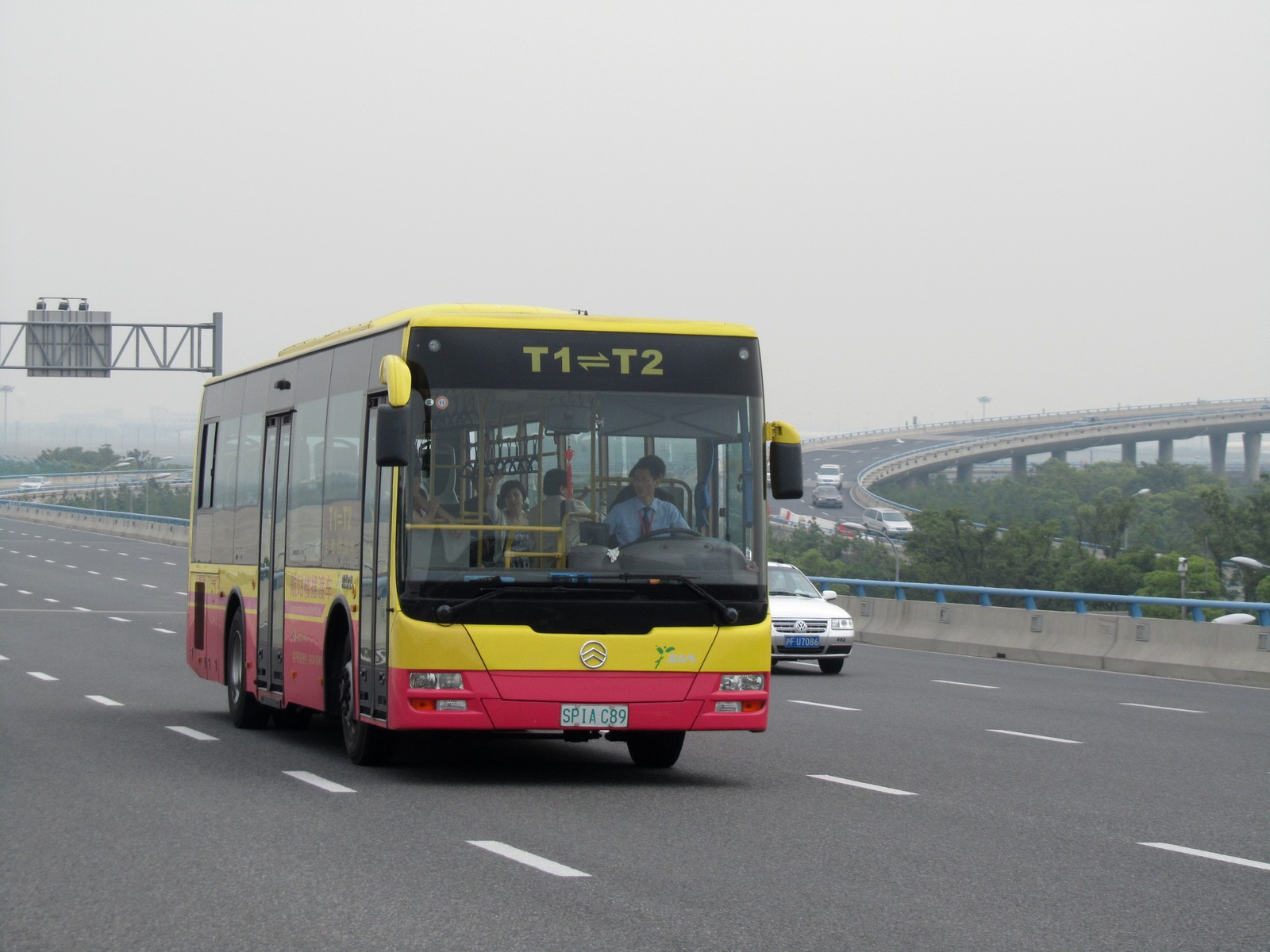
Xe buýt nhanh sân bay Thượng Hải Phố Đông

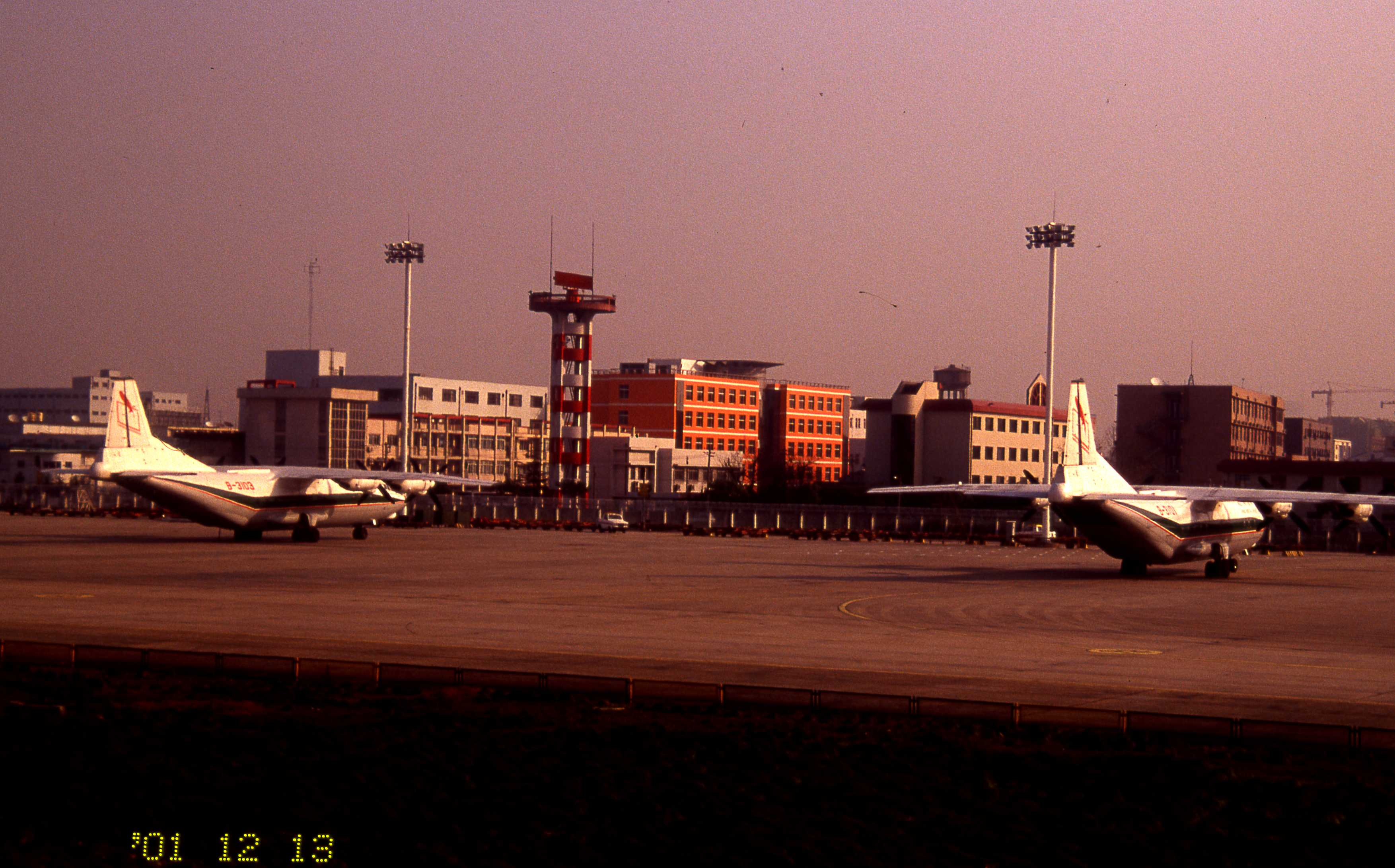
Hình chụp sân bay Thượng Hải Phố Đông năm 2001